# عبد الرحمن سلام
عبد الرحمن سلام (1871- 1941 م) كاتب ولغوي، ومدرس، وشاعر لبناني. 

## سيرته
ولد عبد الرحمن سلام في بيروت، تولَّى القضاء في قلقيلية في فلسطين من 1896م حتى 1900م، وانتقل بعدها إلى بيروت وتولَّى رئاسة الكتَّاب في المحكمة الشرعية، وأسَّس المدرسة العلمية فيها، وأسَّس بالاشتراك مع محمد علي القباني صحيفة روضة المعارف في بيروت في سنة 1908 ورأس تحريرها، وفي سنة 1910م رأس (جمعية السلام لتعليم فقراء الأيتام).
انتُخب سلام عضوًا في اللجنة الصحفية في لبنان عام 1911، وأصدر في العام ذاته جريدة فكاهية أسبوعية بعنوان «القلم العريض» في بيروت، وسرعان ما أغلقها وانتقل إلى دمشق.
ألف عدة كتب ونشر عدة مقالات في صحف لبنانية وعربية؛ منها روضة المعارف، والقلم العريض، والكفاح العربي، ومجلة العرفان.

## مؤلفاته
- الأذواء (ردٌّ شعري حول الخلاف بين النصارى والمسلمين يزيد على 3000 بيت من قافية واحدة وبحر واحد).
- الرياضة البدنية، تأليف سليم سري، تصحيح عبد الرحمن سلام، وزارة المعارف، دمشق، 1922م.
- المتن والمكن.
- النظم المفيد في علم التجويد، بيروت، 1889م.
- بدائع الشعر في الحماسة والفخر، جمعه بشير أفندي رمضان، علَّق عليه عبد الرحمن سلام تعليقات حلَّ بها غريبه وأوضح مبهمه.
- خزانة الفوائد (وفيه ألف فائدة لغوية).
- دفع الأوهام بقلم ابن سلام (ردٌّ لغويٌّ على كتاب لغة الجرائد لإبراهيم اليازجي)، المطبعة الأدبية، بيروت، 1899م.[4]
- ديوان النابغة الذبياني (باعتناء عبد الرحمن سلام)، المكتبة الأهلية، بيروت، 1929م.
- شرح ديوان الرصافي.
- غاية الأماني في علم المعاني (نظمًا وشرحًا).
- كتاب الصافي في علمي العَروض والقوافي (نظمًا وشرحًا).
- منظومة في الردِّ على الأب نقولا يعقوب غبريل.

#### مؤلفات عنه
- «عالم من بيروت، الشيخ عبد الرحمن سلام 1288/1360ھـ 1871/1941م: لمحات من حياته وشيء من آثاره؛ ومعه دفع الأوهام بقلم ابن سلام»، بهاء الدين سلام ضمن كتابه (عالم من بيروت)، دار البشائر الإسلامية، بيروت، 2005م.[5]

## وفاته
توفي في بيروت يوم الأحد 5 جُمادى الآخرة 1360هـ الموافق 29 يونيو (حَزِيران) 1941م.